# Dillwyn
Pour les articles homonymes, voir Dillwyn (homonymie).
La ville américaine de Dillwyn est située dans le comté de Buckingham, dans l’État de Virginie. Lors du recensement de 2000, sa population s’élevait à 447 habitants. Dillwyn n’est pas incorporée.

## Source
- (en) Cet article est partiellement ou en totalité issu de l’article de Wikipédia en anglais intitulé « Dillwyn, Virginia » (voir la liste des auteurs).